# Río Isiboro
El río Isiboro es un río amazónico boliviano, uno de los más importantes afluentes del río Mamoré por su margen izquierda que discurre por el Departamento de Cochabamba y  el Departamento del Beni.

## Hidrografía
El río Isiboro, nace en el departamento de Cochabamba, en la cordillera subandina a una altura aproximada de 1.360 m s. n. m. en las coordenadas geográficas 16°44′2.48″S 65°56′50.63″O / -16.7340222, -65.9473972. Desde este punto el río discurre en dirección suroeste unos 40 kilómetros hasta las coordenadas 16°49′43.53″S 65°48′8.73″O / -16.8287583, -65.8024250 donde pasa a discurrir en sentido noroeste unos 21 kilómetros hasta salir a la llanura en las coordenadas 16°42′4.27″S 65°41′16.40″O / -16.7011861, -65.6878889 desde este punto sigue fluyendo por la llanura aluvial en dirección noroeste hasta las coordenadas 15°48′33.34″S 65°11′24.43″O / -15.8092611, -65.1901194 de se adentra en el departamento del Beni discurriendo otros 174 kilómetros hasta su desembocadura en el río Mamoré en las coordenadas 15°13′32.77″S 64°56′1.77″O / -15.2257694, -64.9338250, a una altitud de 155 m s. n. m.

### Recorrido por departamento
- Cochabamba - (331 km)
- Beni  - (174 km)